# Rosa Fitinghoff
Rosa Fitinghoff, née le 5 mai 1872 et morte le 27 mars 1949, est une romancière suédoise. Elle est connue pour son intérêt pour les chiens. Sa mère et sa tante, Malvina Bråkenhielm étaient également romancières.

## Biographie
Fitinghoff est née dans la paroisse de Torsåker d'un père indulgent, Conrad Fitinghoff et Laura Fitinghoff, écrivaine. Ils vivent dans une grande maison à Ekensholm où son père lui offre un troupeau de rennes et un bateau à vapeur comme cadeau de baptême. Cependant, à l'âge de huit ans, la fortune familiale est perdue. Ils déménagent dans une petite maison à Blekinge. Fitinghoff est dévouée à sa mère et fait ses études à Stockholm. Elle restera un temps dans l'ombre de sa mère. Ses parents se séparent et sa mère prend des locataires et se met à l'écriture. Après ses études, Rosa Fitinghoff devient l'assistante de sa mère. Celle-ci rejoint l'association des écrivains et fait partie du groupe culturel de la capitale.
Sa mère meurt en 1908 et ce n'est qu'en 1911 qu'elle fait publier ses propres écrits. Les romans se suivent mais le manque de complexité de ses personnages est noté. Elle a beaucoup plus de succès lorsqu'elle écrit sur les chiens, sujet qui est sa passion. Elle garde une grande collection de caniches. On a dit d'elle qu'elle comprenait mieux les chiens que les gens, bien que sa connaissance des habitants de la Laponie ait également été citée. Elle a passé plusieurs vacances dans cette région et utilise cette expérience dans son écriture de Okända makter (« Pouvoirs inconnus ») en 1937. L'année suivante, elle organise le rapatriement du corps de son père pour qu'il soit réuni avec celui de sa mère à l'église de Sollefteå.
Fitinghoff écrit son dernier livre, Minnenas kavalkad (« La cavalcade des souvenirs »), en 1948. Celui-ci est biographique. Elle meurt dans la paroisse de Danderyd l'année suivante.